# Syrphophagus quadrimaculatae
Syrphophagus quadrimaculatae är en stekelart som först beskrevs av William Harris Ashmead 1881.  Syrphophagus quadrimaculatae ingår i släktet Syrphophagus och familjen sköldlussteklar. Inga underarter finns listade i Catalogue of Life.